# Ozero Zhaman-Akkol'
Ozero Zhaman-Akkol' (ryska: Ozero Zhaman-Akkol’) är en saltsjö i Kazakstan.   Den ligger i oblystet Qostanaj, i den nordvästra delen av landet, 600 km väster om huvudstaden Astana. Arean är 1,7 kvadratkilometer.